# Alan Lauba
Alan Lauba (...) è un ex sciatore alpino statunitense.

## Biografia
Discesista puro originario di Crystal Mountain, Lauba nella stagione 1983-1984 in Nor-Am Cup vinse la classifica di specialità e ai Campionati statunitensi 1987 ottenne la medaglia di bronzo; non prese parte a rassegne olimpiche né ottenne piazzamenti in Coppa del Mondo o ai Campionati mondiali.

## Palmarès

### Nor-Am Cup
- Vincitore della classifica di discesa libera nel 1984[2]

### Campionati statunitensi
- 1 medaglia (dati parziali, dalla stagione 1986-1987):
  - 1 bronzo (discesa libera[3] nel 1987)